# Спартак (жіночий волейбольний клуб, Харків)
«Спартак» — історичний жіночий волейбольний клуб з м. Харків, УРСР — Україна. Заснований у 1937 році. Один з самих титулованих жіночих волейбольних клубів України. Виступали у вищій лізі Чемпіонату СРСР і УРСР. Клуб є багаторазовим  чемпіоном  УРСР і дворазовим володарем 
 кубка УРСР, багаторазовим призером чемпіонату  УРСР, бронзовим призером чемпіонату СРСР.

## Досягнення
Чемпіонат УРСР 
- Чемпіон (10): 1937, 1938, 1939, 1940(зима), 1964, 1965, 1966, 1968, 1969, 1970.
- Срібний призер (7): 1946, 1948, 1949, 1950, 1953, 1961(зима), 1967(зима).
- Бронзовий призер (5): 1952, 1959, 1962, 1963, 1967(літо).

Кубок УРСР 
- Володар (2): 1973, 1974.
- Фіналіст (1): 1967.

Чемпіонат СРСР 
- Бронзовий призер(1): 1940.